# Loxostege albiceralis
Loxostege albiceralis là một loài bướm đêm trong họ Crambidae.